# Mordella gounellei
Mordella gounellei es una especie de coleóptero de la familia Mordellidae.

## Distribución geográfica
Habita en Sudamérica.